# 竖琴海绵
竖琴海绵（学名：Chondrocladia lyra）是生活于加利福尼亚海岸深海3300米至3500米以下的食肉性海绵。其名稱來自於其外觀酷似豎琴，剛物種由蒙特雷湾水族馆研究所（MBARI）的科学家首次发现。